# Ichneutica lata
Ichneutica lata là một loài bướm đêm trong họ Noctuidae.